# Hellraiser: Best of the Epic Years
Hellraiser: Best of the Epic Years es un álbum recopilatorio/de grandes éxitos de la banda británica Motörhead que ocupa dos años con la discográfica Epic Records. Incluye temas de los discos1916 (1991) y March ör Die (1992), como también dos temas que estaban el sencillo de 1991, «The One to Sing the Blues». Tim Sendra del sitio Allmusic le dio tres estrellas y media de cinco y le dio una crítica mixta: «El intento de Motörhead de venderse falló miserablemente», llamó «aburrida» a la versión de «Cat Scratch Fever», mencionó que «I Ain't No Nice Guy» es la «peor de todas las baladas acústicas», «mal blues» a «You Better Run», «generalmente defectuosos» a «Hellraiser» y «Asylum Street»; sin embargo ha dicho que el tema «Ramones» es un «poema rápido y divertido hacia a los hermanos Ramones».

## Lista de canciones
1. «The One to Sing the Blues» (Phil Campbell, Michael Burston, Ian Kilmister, Phil Taylor) – tomado de 1916
2. «Shut You Dow» (Campbell, Burston, Kilmister, Taylor) – tomado de 1916
3. I Ain't No Nice Guy" (Kilmister)  – tomado de March ör Die
4. «Hellraiser» (Ozzy Osbourne, Zakk Wylde, Kilmister) – taken from March ör Die
5. «Asylum Choir» (Campbell, Burston, Kilmister) – tomado de March ör Die
6. «Bad Religion» (Campbell, Burston, Kilmister) – tomado de March ör Die
7. «Eagle Rock» (Campbell, Burston, Kilmister, Taylor) – tomado del sencillo «The One to Sing the Blues»
8. «You Better Run» (Kilmister) – taken from March ör Die
9. «Cat Scratch Fever» (Ted Nugent) – taken from March ör Die
10. «March or Die» (Kilmister) – taken from March ör Die
11. «Angel City» (Kilmister) – taken from 1916
12. «1916» (Kilmister) – tomado de 1916
13. «Make My Day» (Campbell, Burston, Kilmister, Taylor) – tomado de 1916
14. «Going to Brazil» (Campbell, Burston, Kilmister, Taylor) – tomado de 1916
15. «Dead Man's Hand» (Campbell, Burston, Kilmister, Taylor) – tomado del sencillo «The One to Sing the Blues»
16. «R.A.M.O.N.E.S.» (Campbell, Burston, Kilmister, Taylor) – tomado de 1916

- Fuente:[1][4]

## Lista de posicionamientos
| Lista (2010)         | Posición |
| -------------------- | -------- |
| Finnish Albums Chart | 49       |

## Personal
- Michael Burston - composición.
- Phil Campbell - composición.
- Lemmy Kilmister - composición.
- Lemmy - composición.
- Motörhead - artista principal.
- Ted Nugent - composición.
- Ozzy Osbourne - composición.
- Billy Sherwood - producción.
- Peter Solley - producción.
- Ed Stasium - producción.
- Phil "Philthy Animal" Taylor - composición.
- Zakk Wylde - composición.

Fuente: